# Enchantimals: Új otthon
A Enchantimals: Új otthon (eredeti cím: Enchantimals: Finding Home) 2017-ben bemutatott amerikai 2D-s számítógépes animációs film. A rendezője Karen J. Lloyd, a producere Christopher Keenan, Jason Netter és Heather Puttock, az forgatókönyvírója Keith Wagner és Douglas Wood, a zeneszerzője Jim Latham. A tévéfilm az Mattel Creations gyártásában készült, az animációt a Kickstart Productions készítette. Műfaját tekintve fantasyfilm. Amerikában 2017. november 19-én mutatta be a Nick Junior. Magyarországon 2018. január 26-án a Minimax televízióadó is bemutatta.

## Ismertető
Ezek a szeretni való fiatal lányok különleges baráti kapcsolatot ápolnak kis kedvenceikkel, akikkel több közös vonásuk is van. Varázslatos világ az otthonuk, amelynek minden apró szeglete kacagtató élményeket és sok-sok kalandot tartogat! A barátság erejével itt bármi megtörténhet!

## Szereplők
| Szereplő       | Eredeti hang     | Magyar hang        |
| -------------- | ---------------- | ------------------ |
| Felicity Fox   | Kazumi Evans     | Lamboni Anna       |
| Bree Bunny     | Maryke Hendrikse | Károlyi Lili       |
| Patter Peacock | Sabrina Pitre    | Czető Zsanett      |
| Sage Skunk     | Rebecca Shoichet | Bogdányi Titanilla |
| Danessa Deer   | Diana Kaarina    | Csuha Bori         |
| Bren Bear      | Rebecca Shoichet | Kis-Kovács Luca    |
| Preena Penguin | Rebecca Shoichet | Laurinyecz Réka    |